# Христианство в Мьянме
Христианство исповедуют около 4 % жителей Мьянмы. В буддистской Мьянме оно распространено среди представителей отдельных этнических меньшинств (например, народа чин). Местные христиане в основном являются баптистами и католиками; примечательно также наличие в Мьянме армянского меньшинства, являющихся последователями Армянской апостольской церкви.

## История
Одним из первых миссионеров в Мьянме стал евангельский проповедник Адонирам Джадсон. Один из его учеников, Ко Тха Буй из штата Карен, в середине XIX века занимался проповедью Евангелия среди местных этносов, которые впоследствии в значительной мере стали последователями протестантизма.
Ещё во времена монархии власти Мьянмы (ранее известной также как Бирма) были враждебно настроены по отношению к не-буддистам, а вскоре, уже после установления военной диктатуры, в стране начались вооружённые столкновения между правительственными войсками и повстанцами из числа представителей небольших народностей, среди которых имеется существенное число христиан. Кроме того, по утверждению отдельных источников, в Мьянме началось активное преследование христиан в рамках кампании против этнических меньшинств, не исповедующих традиционный для бирманцев буддизм и известных своими сепаратистскими и автономистскими настроениями. В 2013 году правительственные войска уничтожили 66 церквей в штате Качин.
По итогам исследования международной благотворительной христианской организации «Open Doors» за 2014 год, Мьянма занимает 23-е место в списке стран, где чаще всего притесняют права христиан.